# Communauté de communes de la Brie des moulins
La communauté de communes de la Brie des Moulins (CCBM) est une ancienne communauté de communes française, située dans le département de Seine-et-Marne en région Île-de-France.
Elle s'est intégrée le 1er janvier 2017 dans la communauté de communes du Pays de Coulommiers.

## Historique
La communauté de communes a été créée sous le nom de  communauté de communes des coteaux du Morin et de l'Aubertin jusqu'en juin 2004, par un arrêté préfectoral du 20 août 1997. 
Au regroupement des trois communes à l'origine vient s'ajouter en 2005 : Dammartin-sur-Tigeaux, à la suite de son retrait de la communauté de communes de la Brie boisée. La communauté prend à cette époque sa dénomination actuelle de communauté de communes de la Brie des Moulins, rappelant ainsi les nombreux moulins à eau qui se trouvaient autrefois sur le territoire de la communauté.
Dans le cadre des dispositions de la loi portant nouvelle organisation territoriale de la République (Loi NOTRe) du 7 août 2015, qui prévoit que les établissements publics de coopération intercommunale (EPCI) à fiscalité propre doivent avoir un minimum de 15 000 habitants (et 5 000 habitants en zone de montagnes), le préfet de Seine-et-Marne a rendu public le 13 octobre 2015, un nouveau projet de schéma départemental de coopération intercommunale (SDCI). 
Après concertation et amendements, celui-ci a été approuvé le 30 mars 2016 et prévoit notamment la fusion de la communauté de communes du Pays de Coulommiers et de communauté de communes de la Brie des moulins, malgré les réflexions menées par le Pays de Coulommiers et la Brie des Moulins pour une fusion à trois avec la Pays Créçois,,. Ce schéma a été mis en œuvre le 1er janvier 2017, après consultation des conseils communautaires et municipaux, et l'intercommunalité a intégré la communauté de communes du Pays de Coulommiers.

## Territoire communautaire

### Composition
L'intercommunalité regroupait 4 communes au 1er janvier 2016 :
| Nom                   | Code Insee | Gentilé      | Superficie (km2) | Population (dernière pop. légale) | Densité (hab./km2) |
| --------------------- | ---------- | ------------ | ---------------- | --------------------------------- | ------------------ |
| Pommeuse (siège)      | 77371      | Pommeusiens  | 12,80            | 2 862 (2014)                      | 224                |
| Dammartin-sur-Tigeaux | 77154      | Dammartinois | 9,04             | 996 (2014)                        | 110                |
| Faremoutiers          | 77176      | Faremoutais  | 10,93            | 2 610 (2014)                      | 239                |
| Guérard               | 77219      | Guérardais   | 19,80            | 2 303 (2014)                      | 116                |

### Démographie
| 1968  | 1975  | 1982  | 1990  | 1999  | 2009  | 2014  |
| ----- | ----- | ----- | ----- | ----- | ----- | ----- |
| 3 726 | 4 116 | 4 901 | 6 031 | 7 464 | 8 270 | 8 771 |

## Organisation

### Siège
Le siège de l'intercommunalité était à Pommeuse, 14 bis rue Favier.

### Élus
La communauté de communes était administrée par un conseil communautaire constitué, pour la mandature 2014-2020, de 21 délégués représentant chacune des 4 communes membres, répartis sensiblement en fonction de l'importance de leur population, à raison de :

- 6 délégués pour Faremoutiers et Guérard ;

- 5 délégués pour Pommeuse ;

- 4 délégués pour Dammartin-sur-Tigeaux.
Le conseil communautaire du 11 avril 2014 a élu son nouveau président, Daniel Nalis, maire  de Guérard, et ses 3 vice-présidents, qui sont : 

1. Nicolas Caux, maire de Faremoutiers, délégué à l'enfance et à la Jeunesse ;
2. Jean-Pierre Dardant, élu de Pommeuse, délégué à la voirie et aux bâtiments ;
3. Bernard Lemoine, élu de Dammartin-sur-Tigeaux, délégué à l'assainissement[13].

Le bureau pour la mandature 2014-2016 était constitué du président, des vice-présidents, et d'autres membres, de manière que chaque commune y soit représentée par deux élus.
Les institutions de l'intercommunalité ont cessé de fonctionner le 31 décembre 2016, lors de sa fusion dans la communauté de communes du Pays de Coulommiers.

### Liste des présidents
| Période    | Période       | Identité        | Étiquette | Qualité                                                    |
| ---------- | ------------- | --------------- | --------- | ---------------------------------------------------------- |
| ?          | avril 2014    | Michel Commanay | UMP       | Technicien en retraite Maire de Faremoutiers (1998 → 2014) |
| avril 2014 | décembre 2016 | Daniel Nalis    | DVD       | Maire de Guérard (2014 → )                                 |

### Compétences
L'intercommunalité exerçait les compétences qui lui ont été transférées conformément aux dispositions du code général des collectivités territoriales.
Aux termes des statuts, il s'agit notamment de : 
- Aménagement de l'espace : 
  - Rédaction de la charte de qualité village ;
  - schéma de cohérence territoriale et schéma de secteur ; zones d'aménagement concerté d'intérêt communautaire ;
  - Mise en place et la gestion d’un système d’information géographique (SIG) sur les communes disposant d’une version numérisée de leur cadastre,
  - Instruction des permis de construire et autres autorisations d'urbanisme ;
- Actions de développement économique :  
  - Zones d'activité économique d'intérêt communautaire ; actions de développement économique d'intérêt communautaire ;
  - Locaux locatifs pour entreprises dans l'ancien site industriel « Pechiney  Courtalin » ;
- Voirie d'intérêt communautaire ;
- Protection et mise en valeur de l’environnement : 
  - lutte contre l’ensemble des nuisances aériennes  ;
  - Collecte et valorisation des déchets des ménages et déchets assimilés ;
  - Réalisation des études et des travaux d’entretien rentrant dans le champ d’intervention du Grand Morin ;
  - Assainissement individuel et collectif ;
  - Entretien courant sur l’ensemble des espaces verts et  fleurissement, entretien des cimetières.
- Politique du logement et du cadre de vie :  
  - Étude pour la mise en œuvre des politiques de l’État
  - Politique du logement social d'intérêt communautaire et action en faveur du logement des personnes défavorisées ;
- Construction, entretien et fonctionnement d’équipements culturels, sportifs, d’enseignement et socio-éducatif d'intérêt communautaire :
  - Équipements en direction des 0/3 ans, centres de loisirs sans hébergement (CLSH), lieux d’animation pour les 11/18 ans ;
  - Animation dans le cadre du temps libre pour la petite enfance, l’enfance et la jeunesse ;
  - Centre Aquatique des Capucins
- Organisation et la gestion des transports pour les scolaires des établissements primaires vers le centre aquatique des Capucins ;
- Réalisation d’une étude de coordination des pratiques musicales, chorégraphiques et d’art dramatiques du bassin de vie de Coulommiers ;
- Étude pour l’élaboration des plans de mise en accessibilité de la voirie et des espaces publics et diagnostic pour les établissements recevant du public ;
- Études correspondant à l’action haut débit :
  - Réalisation d’une étude sur l’offre en haut-débit correspondant à une étude de piquetage et à une étude des besoins en haut débit ;
  - La conception, la construction, l’exploitation et la commercialisation d’infrastructures, de réseaux et de services locaux de communications électroniques et activités connexes à l’intention de tous les Seine-et-Marnais.

### Régime fiscal et budget
La Communauté de communes était un établissement public de coopération intercommunale à fiscalité propre.
Afin de financer l'exercice de ses compétences, l'intercommunalité percevait la fiscalité professionnelle unique (FPU) – qui a succédé à la taxe professionnelle unique (TPU) – et assure une péréquation de ressources entre les communes résidentielles et celles dotées de zones d'activité.
Elle bénéficiait également une bonification de la dotation globale de fonctionnement (DGF) et collecte la taxe d'enlèvement des ordures ménagères (TEOM) qui finance ce service.